# Габрић
Габрић је насеље у Бачкој, близу границе града Суботица и општине Кањижа, у Севернобачком округу аутономне покрајине Војводине у Србији.
По предаји, место је основао један од троје браће Габрића који су одбегли из Херцеговине пред Турцима.

## Иcторија
Име је добило по бројним породицама презимена Габрић у том насељу. Према истраживању локалне историје и родословља први становници села и околине потичу из крајева око реке Буне.
Велики део атара око Габрића је у времену Аустроугарске поседовала породица Габрић, која је имала властелински статус. Њихова земља је након 1945. конфискована, да би се од ње створила пољопривредна задруга, касније огранак "Агрокомбината" из Суботице. И данас стоји остатак каштела Габрићевих, демолираног, девастираног, украдених врата и прозора. У социјалистичком периоду и у времену цветања задруге Тито је неколико пута посетио Габрић и боравио у каштелу.

## Положај и административна управа
Село Габрић се налази око 10 km источно од Суботице, на пола пута између Бикова и Орома. Са Биковом спада под исту месну заједницу. Следећа најближа насеља су Ором (3 km), Ново Село (4 km) и Вишњевац (5 km).

## Становништво
Насеље које је 1990-их још одисало животом, данас је опустело. Занимљиво је пратити како Габрић нестаје са мапа као насеље. На самој локацији све зараста у жбуње и коров, а многе зграде, укључујуђи и железничку станицу полако постају рушевине (возови и даље саобраћају). Пропаст индустрије не само у Габрићу, већ и у широј околини допринео је одливу становништва. Стечај и распад Суботичке пољопривредне фирме "Агрокомбинат" у коме је радила већина становника довели су до губитка прихода а тиме и услова за опстанак. Насеље се 2019. године може сматрати готово угашеним.
Габрић је у 2007. још имао око 300 становника, a данас је у селу остало мање од 50 домаћинстава. По етничкој припадности већина становништва су буњевци.

## Промет, привреда и инфраструктура
Пре Другог светског рата су у селу били бројни салаши, који су након рата срушени ради стварања аграрне задруге. Део становника је расељено, с тим да је свака расељена породица добила по салаш и земљу која је површином одговарала одузетој. Ипак, нови капацитети нису квалитетом били равни одузетим, јер су били запуштени, па су их досељеници морали сами довести у стање погодно за газдовање.
Кроз насеље пролази пруга Суботица—Сента, на којој је железничко стајалиште Габрић. Некада је пругом саобраћао шинобус а данас обновљеном пругом саобраћа такозвани „руски воз” купљен од фирме Метровагонмаш 2020. године. У прошлости је Габрић био важно железничко чвориште, јер се у њему налазило трговачко средиште за пољопривредне и сточарске производе. Био је откупно место за житарице и живу стоку, ради чега се крај станица Габрић и Биково налазила складишта.
Село је и током 2000-их година било потпуно изоловано од јавне комуналне инфраструктуре. Било је без прикључка на телефонску и водоводну мрежу. Село се опскрбљава водом из једног јавног бунара. Суботички Тргопромет је затворио своју продавницу, стога су мештани принуђени да за нужну свакодневну прехрану одлазе у суседно Биково.
Село нема амбуланту, апотеку, обданиште нити школу. Амбуланта је у ранијем периоду функционисала са лекаром у посети.
Предузеће Агрокомбинат, чије фарме су се налазиле у Габрићу, било је носилац привредног живота у селу. Гашењем тог привредног субјекта, животни услови су се све више погоршали. Године 2011. су последице гашења суботичког Агрокомбината дошле дотле да је село практично опустело, јер су људи били присиљени отићи због тешког стања, покушавајући наћи неко боље решење за живот.
У близини Габрића се од 2015. године гради нова међуопштинска Регионална санитарна депонија, која би ускоро требало да почне са радом.

## Судбина и будућност
Насеље је, због одлива становништва у фази брзог гашења. Закон о територијалној организацији Србије из 2007. године још препознаје Габрић као насеобину са званичним статусом насељеног места.
Међутим гашење, у случају Габрића, села где је у међуратном периоду било преко 80 домаћинстава, и које је у послератном периоду имало преко 1000 становника, није исто као код других насеља која су доживела сличну судбину. Село је највише опустело захваљујући постепеном расту оближњег Бикова, где се већи део становника преселио. Габрић је данас место зарасло у шуму, а куће стоје напуштене и неуређене. Улице су зарасле у коров, а некадашњи каштел који је донедавно служио као дом културе, чека на боље дане. Вечита економска и политичка криза у Србији још дуго неће дозволити да овакви објекти грађевинске баштине буду обновљени и претворени у музеје или друге установе од општег значаја.

## Белешке
1. ↑  Није могуће пронаћи званичан податак о броју становника села, пошто се подаци о насељености воде збирно за Габрић и оближње Биково, а наводе се искључиво у оквиру Бикова.